# Philus pallescens
Philus pallescens é uma espécie de coleóptero da tribo Philiini (Philinae); que compreende duas subespécies. Distribuídos por China, Japão e Taiwan, podem ser encontrados em Saccharum officinarum.

## Sistemática
- Ordem Coleoptera
  - Subordem Polyphaga
    - Infraordem Cucujiformia
      - Superfamília Chrysomeloidea
        - Família Vesperidae
          - Subfamília Philinae
            - Tribo Philiini
              - Gênero Philus
                - Philus pallescens (Bates, 1866)
                  - Philus pallescens pallescens (Bates, 1866)
                  - Philus pallescens tristis (Gressit, 1940)